# Cerreto d’Esi
Cerreto d’Esi (bis 1863 einfach Cerreto) ist eine italienische Gemeinde (comune) mit 3379 Einwohnern (Stand 31. Dezember 2023) in der Provinz Ancona in den Marken. Die Gemeinde liegt etwa 53,5 Kilometer südwestlich von Ancona am Esino. Cerreto d’Esi ist Teil der Comunità montana dell’Esino Frasassi und grenzt an die Provinz Macerata.

## Verkehr
Der Bahnhof von Cerreto d’Esi liegt an der Bahnstrecke von Civitanova Marche nach Fabriano.